# Hylaeorchis
Hylaeorchis là một chi thực vật có hoa trong họ Lan.